# 鎌掛の屏風岩

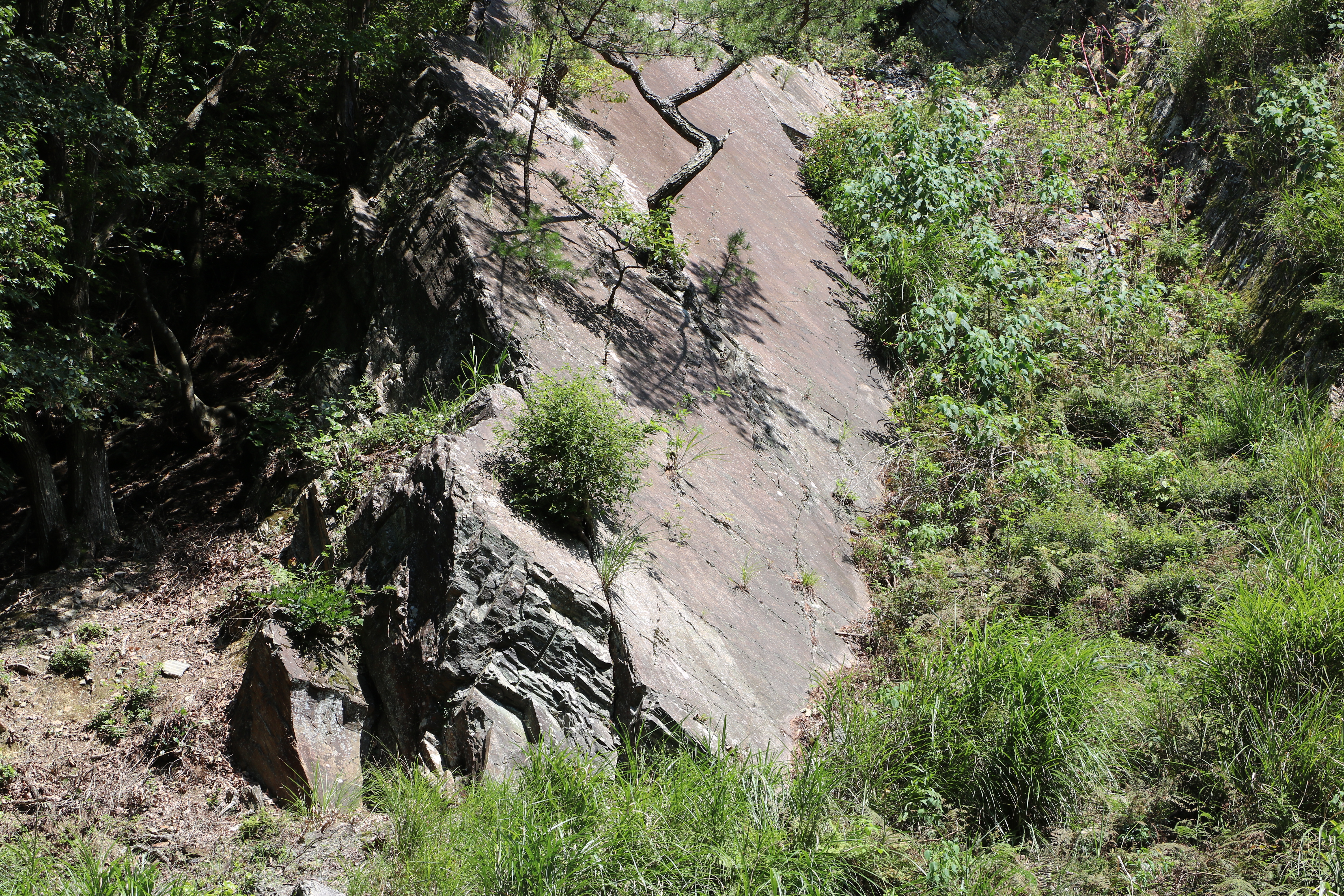
鎌掛の屏風岩。2019年9月6日撮影。

鎌掛の屏風岩（かいがけのびょうぶいわ）は、滋賀県蒲生郡日野町にある国の天然記念物に指定された巨岩の露頭である。
刃物で切りとったように平滑な表面をもつこの巨岩は、美濃・丹波帯のチャートと頁岩による互層の層理面と、これに直交する節理面とが交互に見られ、あたかも4枚折の屏風が山腹に立てかけられているように見えることから屏風岩と呼ばれている。層理と節理とがきわめて明瞭に残されており、1943年（昭和18年）8月24日に国の天然記念物に指定された。

## 解説

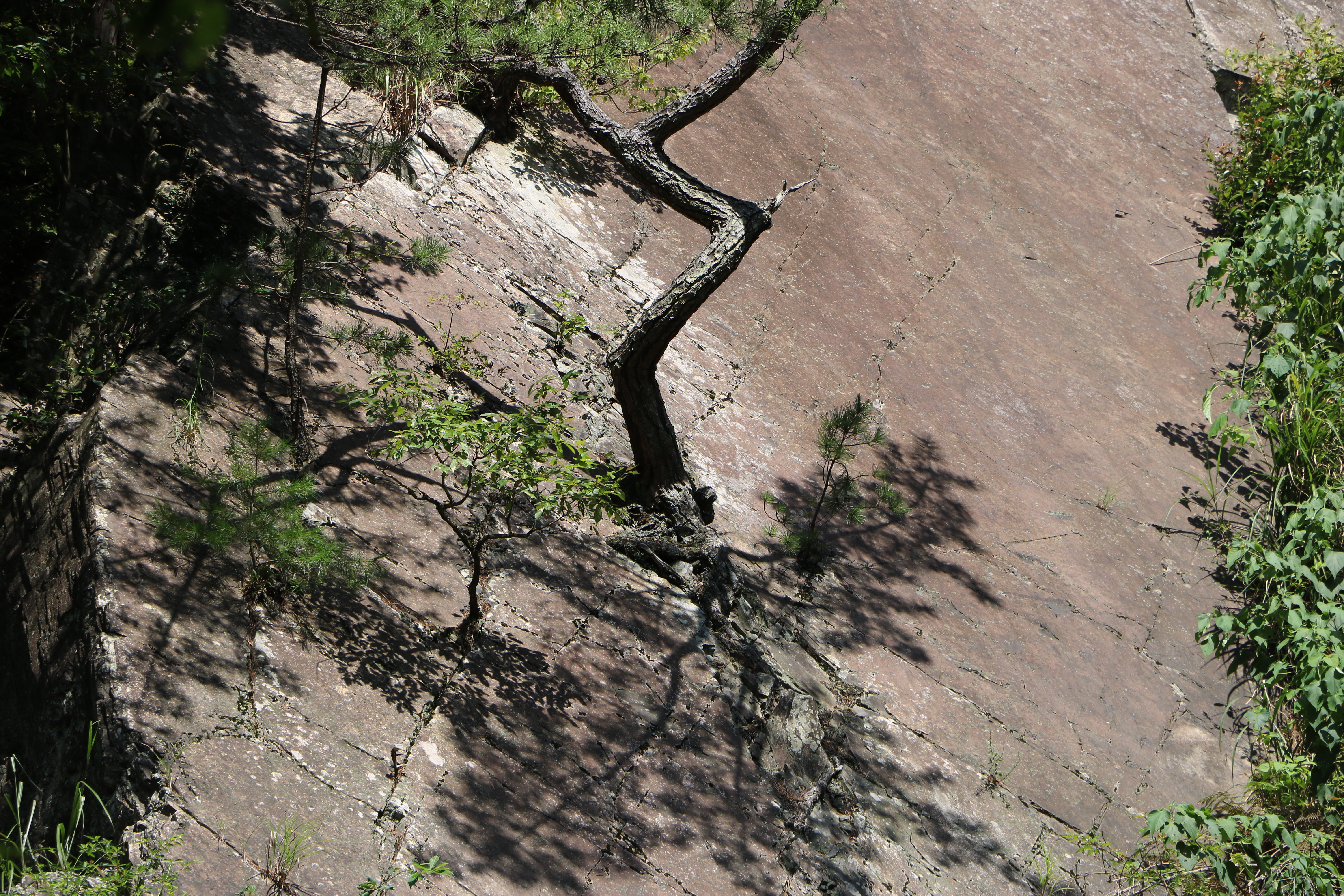
平滑な岩の表面の様子。2019年9月6日撮影。

鎌掛の屏風岩のある日野町は滋賀県南東部、鈴鹿山系の綿向山西麓に広がる人口約21,000人の町である。国の天然記念物に指定された鎌掛の屏風岩は、日野町南部の鎌掛（かいがけ）地区にある臨済宗寺院正法寺の東側、滋賀県道182号西明寺水口線から日野川 (滋賀県)水系の滝谷川を谷川沿いに数百メートルほど遡った右岸にある城山の山腹に位置する。
天然記念物に指定された屏風岩は、底辺約31メートル、幅約7メートル、厚さ約4メートル、長さ約40メートル、最大部の幅約8メートルの平板状の巨岩で、チャートと頁岩がそれぞれ変成作用を受けた珪岩と粘板岩から構成されている。
この付近一帯は鈴鹿山脈の基盤岩盤と古琵琶湖層郡のひとつである蒲生累層と呼ばれる古生層との境界付近にあたり、地層面が直立したり上下が逆転したりしている場所が見られるが、これらは地層が堆積した後に鈴鹿山脈が急激に隆起した影響によるものである。しかし鎌掛の屏風岩付近では一連の造山運動による褶曲や撓曲の作用を全く受けておらず、岩層がすべて直線的である。
天然記念物に指定される前の江戸時代には石垣用など建築材料として数多く切り出されて搬出され、「鎌掛石」の名称で神社や寺院、民家等に多く使用されたという。そのため今日見られる屏風岩は、かつての3分の1ほどのサイズである。

## 交通アクセス
所在地
- 滋賀県蒲生郡日野町鎌掛[1]。

交通
- 近江鉄道本線日野駅より町営バス鎌掛線で約25分[9]。